# Dolmen Lo Morrel dos Fados

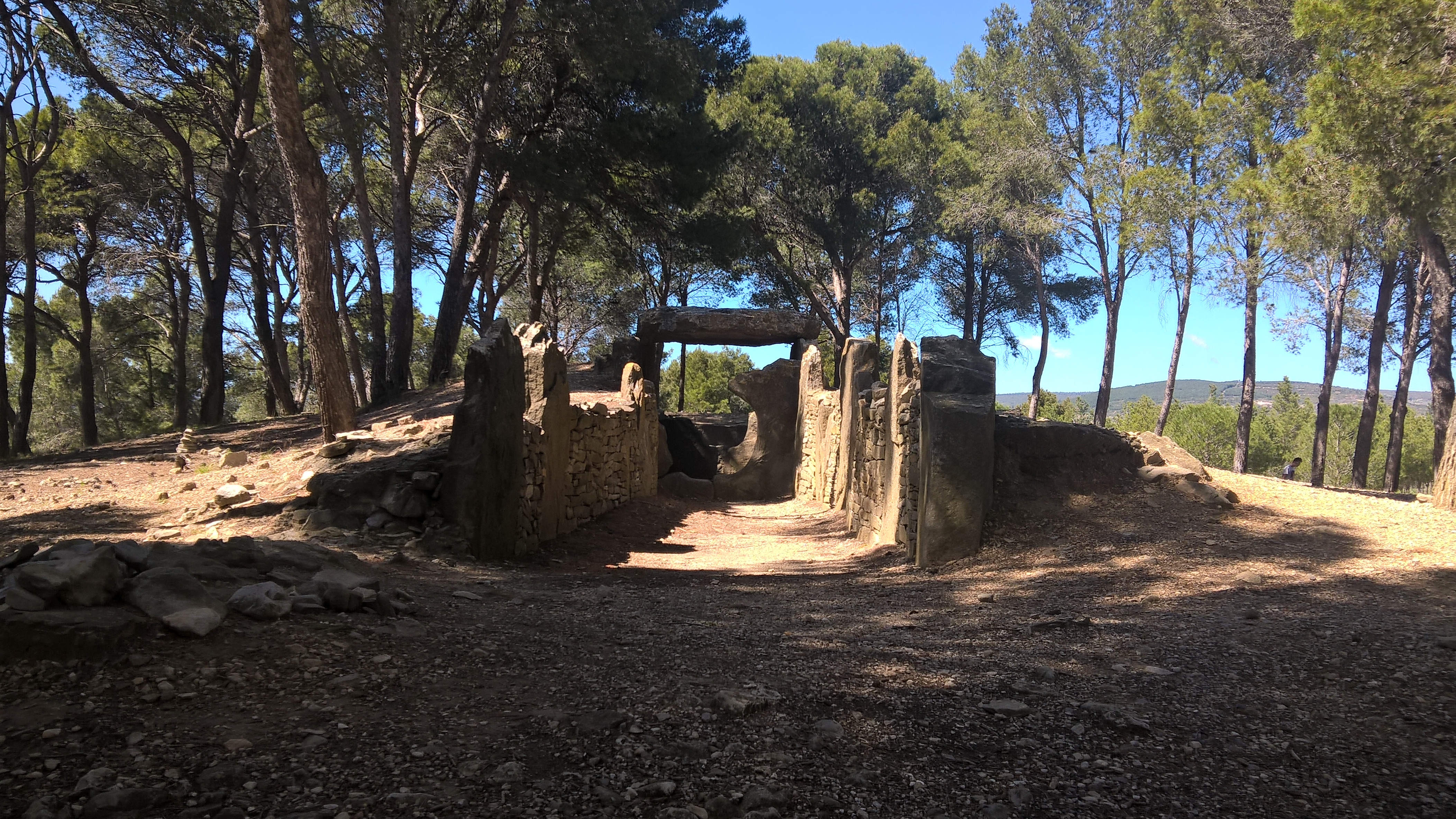
Dolmen Lo Morrel dos Fados

Schema Galeriegrab –

Der Dolmen Lo Morrel dos Fados (deutsch Dolmen des Hügels der Feen) bei Pépieux im südfranzösischen Département Aude ist das größte Galeriegrab Südfrankreichs. Es wurde zwischen 3500 und 3000 v. Chr. von Menschen der Véraza-Kultur errichtet. Das Bauwerk ist seit den Jahren 1943 bzw. 1969 als Monument historique anerkannt.

## Etymologie und geographische Lage

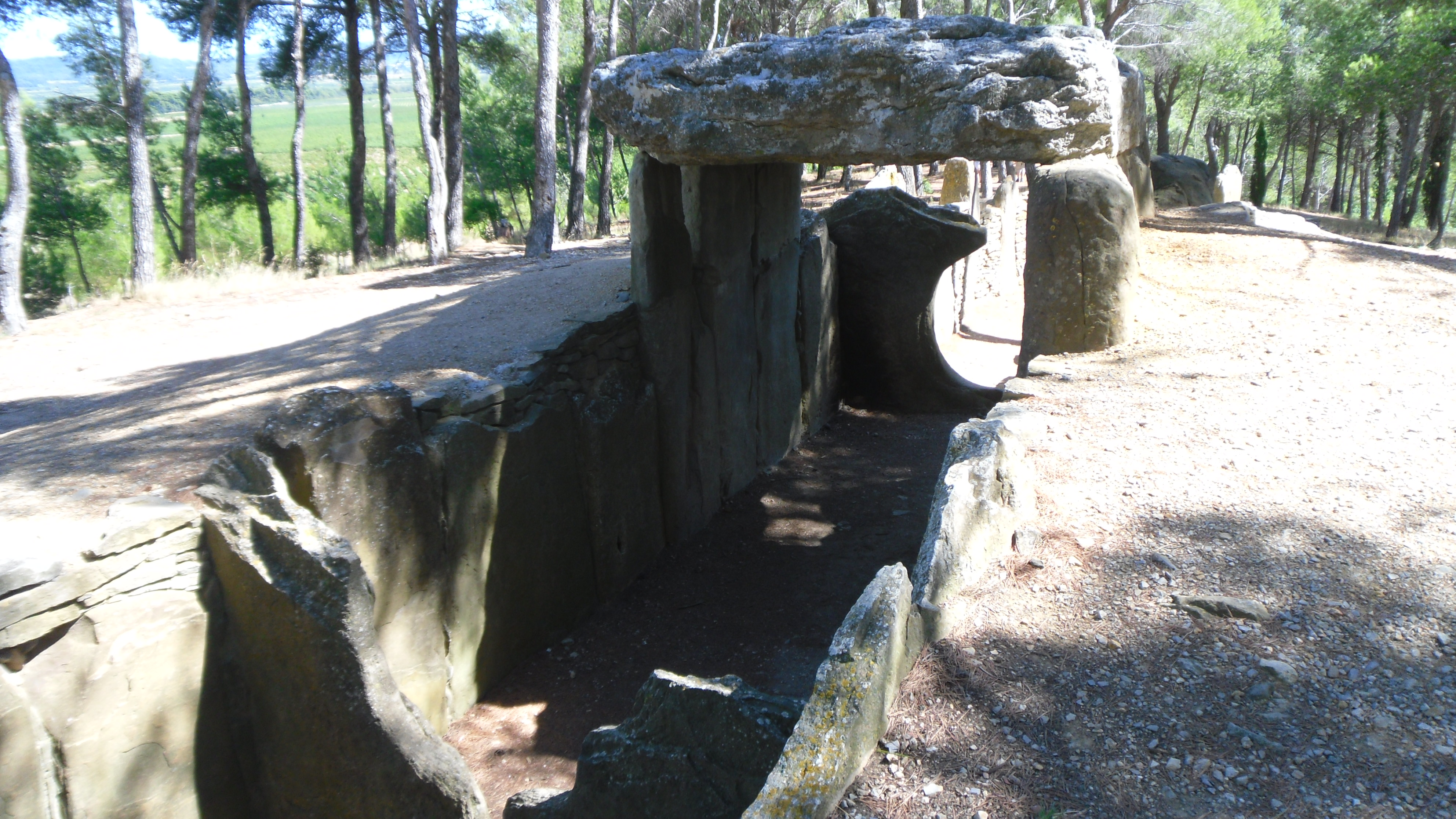
Der Dolmen Lo Morrel dos Fados bei Pépieux, Blick nach Südost

Dolmen ist in Frankreich der Oberbegriff für neolithische Megalithanlagen aller Art (siehe: Französische Nomenklatur). Die Bezeichnung des Dolmens Hügel der Feen leitet sich ab vom Okzitanischen Lo Morrel dos Fados (korrekt eigentlich lo morrèl de las fadas), das seinerseits aus den beiden Substantiven lo morrèl (der Hügel) und la fada (die Fee) hervorgegangen ist. Im Französischen wird Le Morrel de las Fadas bzw. Le Morrel des Fades verwendet.
Der Dolmen befindet sich auf einem mit Kiefern bestandenen Hügel 1,6 Kilometer nördlich vom Ortskern von Pépieux nahe der Grenze zum benachbarten Département Hérault. Unmittelbar nördlich quert die D 168 von Siran nach Cesseras.
Eine andere Bezeichnung des Dolmens ist Palet de Roland (deutsch Wurfscheibe des Roland), da Hruotland, der Neffe Karls des Großen hier angeblich den Abdruck seiner Hand zurückließ. Den gleichen Namen führt ein Dolmen im Minervois – der Dolmen du Vieil Homme (auch Dolmen de la Jargantière) bei Villeneuve-Minervois.

## Einführung
In der Region Okzitanien zeichnet sich das Département Aude nicht gerade durch die Anzahl seiner Megalithstätten aus – es besitzt knapp 100 – wenig im Vergleich zum benachbarten Département Hérault mit 550. Dafür weisen jedoch einige der Stätten überdurchschnittliche Dimensionen auf. So erreichen die Menhire von Counozouls und von Malves-en-Minervois immerhin  8,90 bzw. 5 Meter an Höhe. Das Galeriegrab Saint-Eugène in Laure-Minervois (zur Domäne Russol gehörig) ist 15 Meter lang und 30 Meter breit. Im Dolmen des Peirières in Villedubert wurde eine erstaunliche Anzahl von Knochenfunden gemacht.
Laut Jean Guilaine, einem Professor am Collège de France und einem der besten Experten französischer Vorgeschichte, ist der Dolmen Lo Morrel dos Fados eine der größten Grabanlagen in Südfrankreich. In seinem Buch „La France d’avant la France“ (Das Frankreich vor dem heutigen Frankreich) führt er den Dolmen bei Pépieux als Haupteintrag.

## Beschreibung

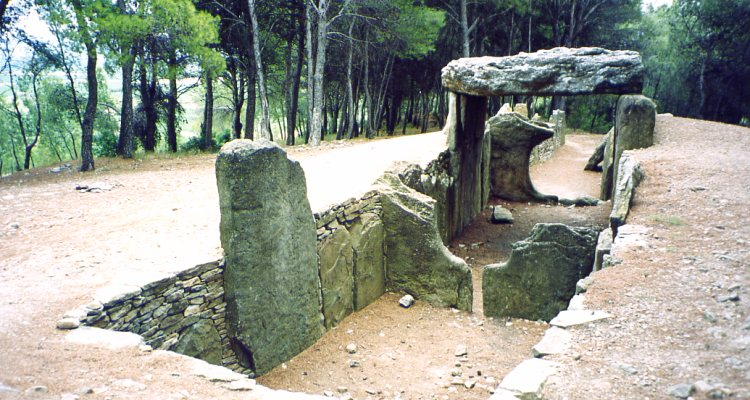
Zentralbereich des Dolmens mit den beiden überdimensionierten Seelenlöchern der Trennsteine, Blickrichtung gen Südost

Das Südost-Nordwest-ausgerichtete Galeriegrab war ursprünglich von einem 35 Meter langen Tumulus umgeben. Es misst ca. 24 Meter und wird durch zwei Trennsteine mit den Resten sehr großer Seelenlöcher in drei Bereiche unterteilt: einen Eingangsbereich (Franz. couloir), eine zentrale Kammer (Franz. antichambre) und eine Endkammer (Franz. cella). Die Öffnungen der beiden Seelenlöcher wurde aus je zwei halbkreisförmigen Steinplatten gefertigt.
Die Seitenwände des 12 Meter langen Couloirs bestehen aus sich gegenüberliegenden Blöcken von rotem und grauem Sandstein sowie ortsfremden Kalksteinen. Zwischen den lokal anstehenden Sandstein- und Kalkblöcken befindet sich Trockenmauerwerk, das 1946 in allen Bereichen, in denen die Tragsteine fehlen, bis etwa 0,8 m Höhe rekonstruiert wurde. Nur ein Deckstein aus Kalk über der ca. 3 m hohen und 6 m langen zentralen Kammer ist noch vorhanden; einer seiner Tragsteine wurde erst bei der Rekonstruktion eingebaut. Die über 10 Tonnen wiegende Deckplatte wurde aus fast zwei Kilometer Entfernung heranbewegt. Die 6 m lange Endkammer besitzt noch einen etwa 9,5 Tonnen schweren seitlichen Monolithen.
Im Gegensatz zu den benachbarten Bergdolmen des Minervois befindet sich der Dolmen Lo Morrel dos Fados auf einem niedrigen – möglicherweise künstlich aufgeschütteten – Hügel mit Blick auf das Tal des Aude.

## Datierung
Aufgrund der nahezu perfekten beidseitigen Glättung der Lochsteine bzw. der Innenseiten der Orthostaten ist eine vergleichsweise späte Datierung wahrscheinlich (um 3000 v. Chr.).

## Falsche allée-couverte
In der französischen Archäologie werden sehr lange Dolmen gewöhnlich als allée-couverte bezeichnet. Im vorliegenden Fall des Dolmens von Lo Morrel dos Fados stimmen aber mehrere Details nicht mit der Standarddefinition überein. So ist beim Dolmen Lo Morell dos Fados der Gang weniger breit als die Hauptkammer und das Monument wurde nur von einer einzigen Platte abgedeckt. Derartige Dolmen werden jetzt unter der Rubrik dolmen à couloir large (Dolmen mit breitem Eingang) geführt. Bei diesem Typus wechselt das Trockensteinmauerwerk mit Platten ab, die kleiner sind als in der Hauptkammer. Darüber hinaus verjüngt sich das Couloir zum Eingang hin.

## Geschichtliches

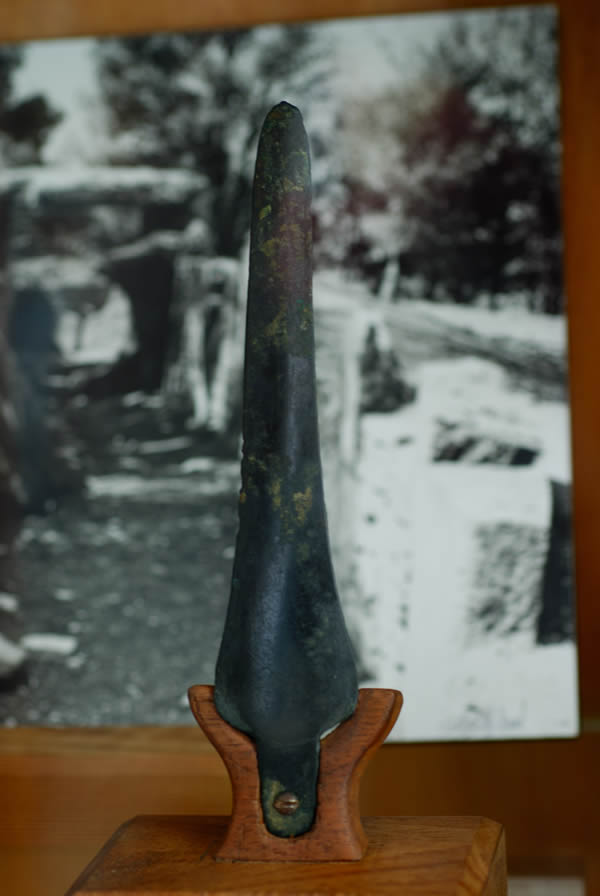
Kupferner Nietendolch im Museum von Olonzac

Am Anfang des 20. Jahrhunderts war vom Dolmen nur noch die abgekippte Kalkplatte zu erkennen, die auf einer Seite den Boden berührte und auf der anderen noch von drei Sandsteinpfeilern hochgehalten wurde.
Das Monument wurde bereits im Jahr 1943 erstmals unter die Monuments historiques Frankreichs eingeschrieben.
Im Jahr 1946 entschieden sich Jean Arnal, L. Jeanjean sowie Odette und Jean Taffanel, eine Probesondierung vorzunehmen, und legten sodann einen weiteren Teil der Anlage frei. Ihre Arbeiten bestätigen, dass Palet de Roland sehr wohl einen Dolmen mit Couloir darstellt und zu ähnlichen, im Südfrankreich des dritten Jahrtausend v. Chr. errichteten Anlagen zu zählen ist. Dolmen mit Couloir bestehen aus drei Teilen, einem Eingang, einer Hauptkammer und einer eigentlichen Grabkammer.
Zwischen 1962 und 1965 wurde unter der Leitung von Jean Guilaine eine Rettungsgrabung durchgeführt. Die Anlage wurde generell systematisch ausgegraben, und unter die schwere Deckplatte, die wahrscheinlich vom Causse de Siran stammt, wurde ein neuer Stützpfeiler eingezogen, so dass die Platte jetzt wieder horizontal lag. Das entdeckte archäologische Mobiliar wurde zur Sammelstelle nach Carcassonne gebracht und dort aufbewahrt, darunter ein sehr originaler Nietendolch, der jetzt im Museum von Olonzac ausgestellt ist. Er verweist auf die Anfänge von Metallverarbeitung zwischen 3400 und 2900 v. Chr., die durch die Kupfervorkommen im Minervois ermöglicht wurden. Aufgrund dieser Arbeiten wurde der Dolmen durch ministeriellen Erlass vom 5. März 1969 definitiv als Monument historique klassifiziert.
Im Jahr 1972 wurde der Dolmen einer generellen Konsolidierung durch die Conservation Régionale der Bâtiments de France unterzogen.
Im Juli 1989 wurden das Grundstück, auf dem sich der  Dolmen befindet, und zwei anschließende Grundstücke mit einer Gesamtfläche von 1,53 Hektar von der Gemeinde Pépieux aufgekauft.

### Restaurierung im Jahr 1997
25 Jahre nach der letzten Intervention wurde eine Neuinstandsetzung unumgänglich, um den größten Dolmen Südfrankreichs dem interessierten Publikum wieder in seinem ursprünglichen Zustand darbieten zu können. Die Arbeiten wurden unter der Leitung von Régis Martin, dem Chefarchitekten von Monuments historiques, von Jean Guilaine und vom Archäologen Yann Geay durchgeführt.
Unter anderem wurden die Ostpfeiler auf ihre bekannte Ausgangshöhe angehoben. Dadurch wurde der den Gesamteindruck störende, in den Jahren 1962 bis 1965 künstlich eingezogene Pfeiler dem Blickfeld entzogen. Ferner wurden Detailarbeiten an Form, Farbton und Patina vorgenommen. Aufschüttungsarbeiten brachten den mittlerweile stark erodierten Tumulus wieder seiner ursprünglichen Gestalt näher. Auch die Trockensteinmauern des Eingangsbereichs wurden überarbeitet. Hierzu wurden in der unmittelbaren Umgebung des Dolmens liegende Steine wiederverwendet. Durch all diese Arbeiten besitzt das Monument jetzt wieder seinen wahrhaft neolithischen Charakter.